# جائزة الأرجنتين الكبرى 1971
جائزة الأرجنتين الكبرى 1971 هو سباق فورمولا 1 أقيم بتاريخ 24 يناير 1971 في بوينس آيرس. فاز النيوزلندي كريس أمون بالمركز الأول وجاء الفرنسي هنري بيسكارولو في المركز الثاني والأرجنتيني كارلوس ريوتيمان في المركز الثالث.